# Michail Wassiljewitsch Winokurow

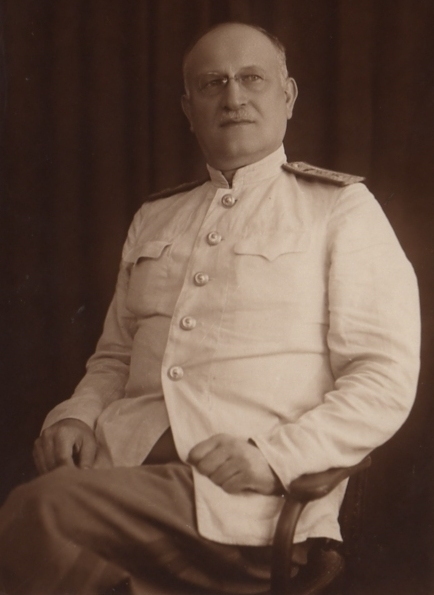
Michail Wassiljewitsch Winokurow (1947)

Michail Wassiljewitsch Winokurow (russisch Михаил Васильевич Винокуров; * 5. Novemberjul. / 17. November 1890greg. in Saransk; † 25. April 1955 in Moskau) war ein russisch-sowjetischer Eisenbahningenieur und Hochschullehrer.

## Leben
Winokurows Eltern waren der Handelsbevollmächtigter Wassili Jewlampijewitsch Winokurow (1851–1904) und die Hausmeisterin Alexandra Stepanowna Galizkaja (1865–1936). Nach dem Abschluss an der Realschule in Pensa 1909 studierte Winokurow in Nowotscherkassk am Polytechnischen Donskoi-Institut in der Mechanik-Fakultät. Mit Verteidigung seines Diplom-Projekts zur Konstruktion einer Dampflokomotive schloss er das Studium 1914 als Ingenieur-Technologe mit einem Diplom I.Klasse ab.
Darauf begann Winokurow als Hilfslokführer bei der Wladikawkaser Eisenbahn zu arbeiten. 1915 im Ersten Weltkrieg wurde er Assistent des Chefs der Mechanik-Werkhalle der Rostower Hauptwerkstätten der Wladikawkaser Eisenbahn und 1916 Ingenieur-Konstrukteur für die Projektierung neuer Einrichtungen (Pressen, Akkumulatoren, Pumpen, Werkzeugmaschinen, Öfen) für die Herstellung von 3- und 6-Zoll-Granaten.
Nach der Oktoberrevolution wurde Winokurow Chef der Technik-Abteilung und Leiter der Waggon-Werkhalle der Rostower Hauptwerkstätten. 1920 organisierte er die Werkberufsschule, und 1922 wurde er Vizechef des aus den Hauptwerkstätten entstandenen Rostower Dampflokomotiven- und Waggon-Reparaturwerks. Als Ergebnis seiner technischen und organisatorischen Maßnahmen zur Spezialisierung der Arbeiterbrigaden und die Einführung von Reparaturplänen sanken die Ausfallzeiten von Dampflokomotiven von 56 auf 22 Tage und die von Waggons mit Bau, Wartung und Totalüberholung von 80 auf 25 Tage. Der Arbeitsaufwand für die Waggons sank von 12000 auf 7000 Mannstunden.
Winokurows vielfältige Forschungs- und Entwicklungsarbeiten orientierten sich an den Bedürfnissen des Eisenbahnverkehrs. Von besonderer Bedeutung waren seine Arbeiten zu Energiespeichern, insbesondere Hydraulikspeichern und Pneumatikspeichern. Seine Vorrichtungen zur Verwendung von flüssigen und minderwertigen Kraftstoffen in Dampflokomotiven fanden breite Anwendungen.
Am Rostower Verkehrstechnikum hielt Winokurow Vorlesungen über die Projektierung von Dampflokomotiven und Verbrennungsmotoren. 1926 wurde er zum Geschäftsführungsmitglied und Prorektor des Polytechnischen Donskoi-Instituts gewählt und wurde Oberassistent am Lehrstuhl für Eisenbahnwesen (bestätigt im September 1929 vom Volkskommissariat für Bildung der RSFSR).
Im August 1929 wurde Winokurow Vizedirektor und wissenschaftlicher Prorektor des neu eröffneten Rostower Instituts für Eisenbahntransportingenieure und leitete den Lehrstuhl für Schienenfahrzeuge. Auf Anordnung des Volkskommissariats für Verkehr organisierte er 1932 eine Filiale des Moskauer Zentralen Wärmetechnik-Forschungsinstituts, deren Direktor er dann war.
Im September 1934 wechselte Winokurow zum Dnepropetrowsker Kaganowitsch-Transport-Institut und leitete den Lehrstuhl für Waggons. Er war wissenschaftlicher Vizedirektor und Leiter des Forschungssektors. 1936 wurde er ohne Verteidigung einer Dissertation zum Kandidaten der technischen Wissenschaften promoviert. 1939 folgte die Ernennung zum Professor des Lehrstuhls für Waggons und zum Mitglied des Wissenschaftsrats des Volkskommissariats für Verkehr der UdSSR (NKPS). 1940 wurde er Direktor des Forschungsinstituts für Dampflokomotiven- und Waggon-Wirtschaft und Energietechnik des NKPS.
Nach dem Deutsch-Sowjetischen Krieg wurde Winokurow 1946 ohne Verteidigung einer Dissertation zum Doktor der technischen Wissenschaften promoviert und zum Leiter des Lehrstuhls für Waggons und Waggon-Gießerei-Wirtschaft des Moskauer Elektromechanik-Instituts für Eisenbahntransportingenieure (MIIT) berufen.
Winokurow starb am 25. April 1955 in Moskau und wurde auf dem Wwedenskoje-Friedhof begraben.

## Ehrungen, Preise
- Medaille „Für heldenmütige Arbeit“ (1936)
- Ehreneisenbahner-Abzeichen (1940. 1945)
- Ausgezeichneter-Dampflokomotivführer-Abzeichen (1944)
- Medaille „Für heldenmütige Arbeit im Großen Vaterländischen Krieg 1941–1945“ (1945)
- Orden des Roten Banners der Arbeit (1945)
- Leninorden (1953)